# Західна болотна черепаха
Західна болотна черепаха (Pseudemydura umbrina) — єдиний вид черепах з роду Pseudemydura родини Змієшиї черепахи. Інша назва «болотна жаб'яча черепаха».

## Опис
Загальна довжина карапаксу досягає 14—15,5 см, вага 0,6 кг. Спостерігається статевий диморфізм: самці більші за самиць. Голова доволі велика. Очі значні. Шия середньої довжини, вкрита численними горбиками. На підборідді є 2 вусика. Карапакс плаский. Реберні щитки з невеликими зубчиками. Пластрон великий.
Голова, шия і кінцівки коричневі, щелепи — жовті. Колір карапаксу коливається від світло-коричневого до чорного. Пластрон жовтий з темною облямівкою щитків.

## Спосіб життя
Полюбляє болота, драговини, багно, які наповнюються в сезон дощів і повністю пересихають у сухий сезон. Впадає в сплячку в австралійську «зиму» з листопада по початку червня, зариваючись у нори на суші. Харчується дрібною рибою, ракоподібними, пуголовками, комахами, хробаками.
Самиці стають статевозрілими при довжині 11—12 см, приблизно у 10,5 років. Сезон парування починає наприкінці вересня — на початку листопада. Самиця у листопаді—грудні відкладає 1—5 білих, подовжених яєць із крихкою шкаралупою розміром 35—44 × 19—22 мм.

## Розповсюдження
Мешкає на обмеженій території: біля містечка Буллсбрук за 25 км на південь від Перту на південному заході Західної Австралії.
У 1991 залишалося близько 30 тварин у резервації Еллен Брук, тоді як інша відома популяція у Твінс Свомп майже зникла з 1985 року. У період 1988–1997 років черепахи успішно поширилися у неволі і 72 особини були випущено у резервацію. Нині загальна чисельність західної болотної черепахи оцінюється у 250–300 особин.